# Basquetebol nos Jogos Insulares de 2023 - Feminino
O torneio de basquete feminino nos Jogos Insulares de 2023 foi realizado entre os dias 9 e 14 de julho. Um total de seis equipes disputaram o torneio, sendo divididas em dois grupos.

## Fase de Grupos
|  | Equipes classificadas para semifinal                  |
|  | Equipes classificadas para a disputa do 5º e 6º lugar |

### Grupo A
| Pos. | Seleção     | Pts | J | V | D | PM  | PS  | Dif |
| ---- | ----------- | --- | - | - | - | --- | --- | --- |
| 1    | Guernsey    | 4   | 2 | 2 | 0 | 122 | 83  | +39 |
| 2    | Ilha de Man | 3   | 2 | 1 | 1 | 100 | 86  | +14 |
| 3    | Ilhas Faroé | 2   | 2 | 0 | 2 | 47  | 100 | -53 |

### Grupo B
| Pos. | Seleção      | Pts | J | V | D | PM  | PS  | Dif  |
| ---- | ------------ | --- | - | - | - | --- | --- | ---- |
| 1    | Minorca      | 4   | 2 | 2 | 0 | 227 | 67  | +160 |
| 2    | Ilhas Cayman | 3   | 2 | 1 | 1 | 134 | 121 | +13  |
| 3    | Jersey       | 2   | 2 | 0 | 2 | 47  | 220 | -173 |

## Fase Final

### Disputa do 5º e 6º lugar

#### Partida 1
| 12 de julho de 2023 14:00 |  | Jersey | 38–36 | Ilhas Faroé |  | Beau Sejour Leisure Centre, Saint Peter Port |  |

#### Partida 2
| 13 de julho de 2023 11:30 |  | Jersey | 39–43 | Ilhas Faroé |  | Beau Sejour Leisure Centre, Saint Peter Port |  |

### Semifinal
| 13 de julho de 2023 16:30 |  | Guernsey | 46–74 | Ilhas Cayman |  | Beau Sejour Leisure Centre, Saint Peter Port |  |

| 13 de julho de 2023 19:00 |  | Minorca | 102–40 | Ilha de Man |  | Beau Sejour Leisure Centre, Saint Peter Port |  |

### Disputa do 3º lugar
| 14 de julho de 2023 09:00 |  | Guernsey | 73–55 | Ilha de Man |  | Beau Sejour Leisure Centre, Saint Peter Port |  |

### Final
| 14 de julho de 2023 14:00 |  | Ilhas Cayman | 50–89 | Minorca |  | Beau Sejour Leisure Centre, Saint Peter Port |  |

## Classificação final
| Pos. | Equipe       |
| ---- | ------------ |
|      | Minorca      |
|      | Ilhas Cayman |
|      | Guernsey     |
| 4    | Ilha de Man  |
| 5    | Ilhas Faroé  |
| 6    | Jersey       |